# Opération White Crane
L'opération 'White Crane'(Operazione White Crane) est l'opération militaire de l'Italie pour aider Haïti après le tremblement de terre d'Haïti de 2010.
L'Italie a envoyé un porte-aéronefs, Cavour.